# Alexander von Bach

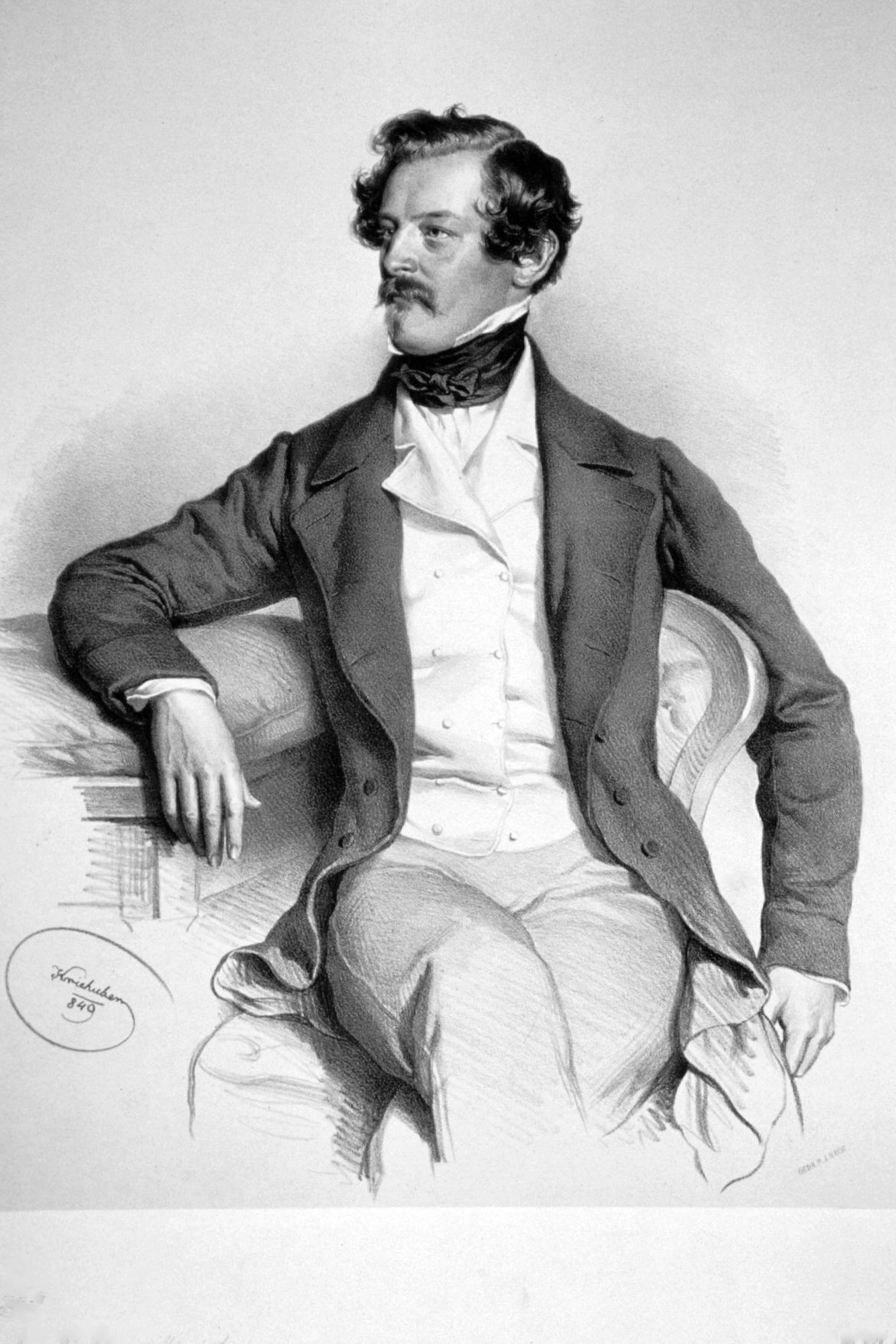
Alexander Freiherr von Bach, Lithographie von Josef Kriehuber, (1849).

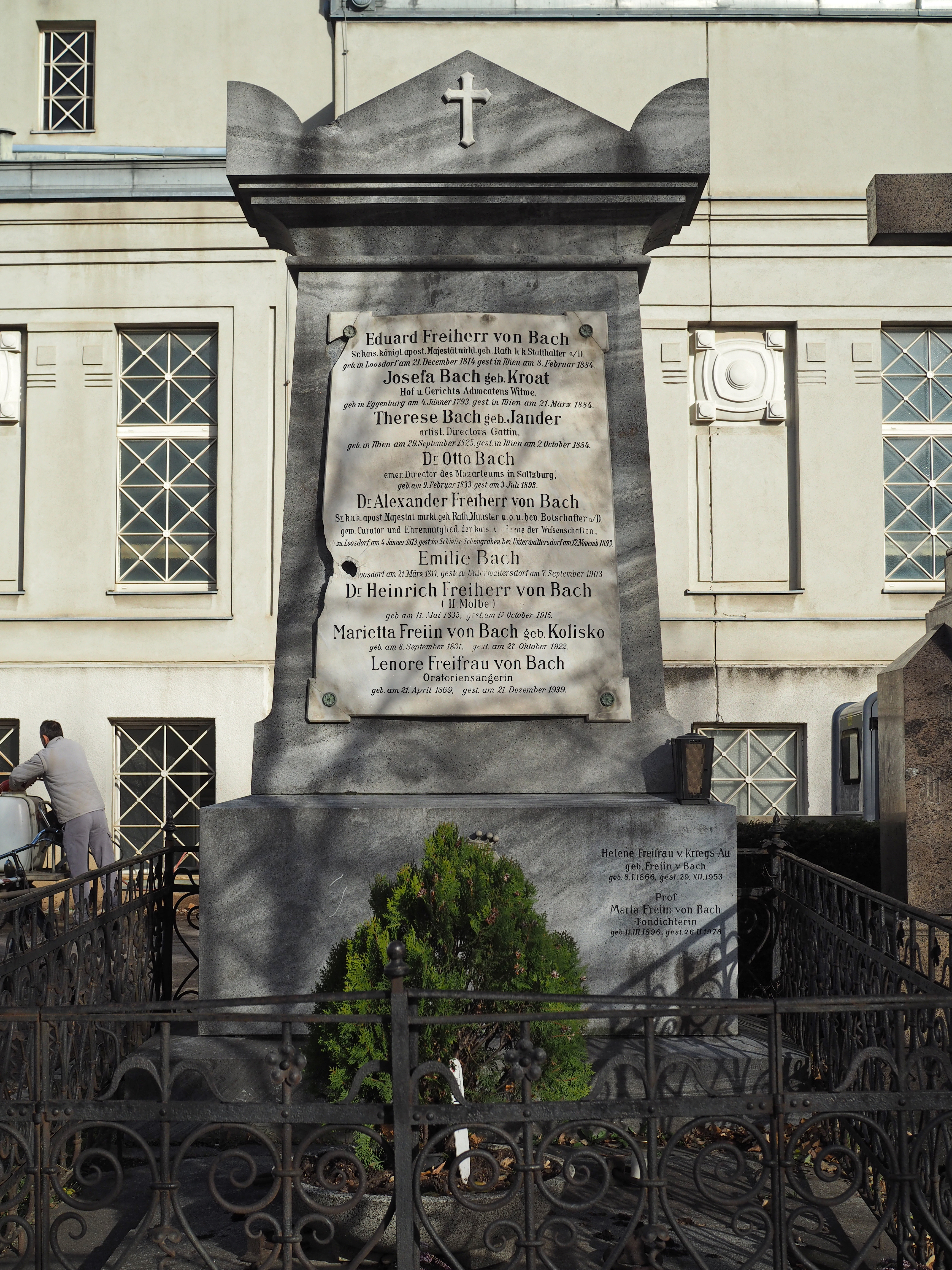
Grab von Alexander von Bach und weiteren Familienmitgliedern auf dem Wiener Zentralfriedhof

Alexander Freiherr von Bach (* 4. Jänner 1813 in Loosdorf, Niederösterreich; † 12. November 1893 in Unterwaltersdorf, Niederösterreich) war ein österreichischer Jurist und Politiker.

## Herkunft
Alexander von Bach war ein Sohn des Juristen Michael Bach (1784–1843) und dessen Ehefrau Josefa Kroad (1793–1884).
Der Kapellmeister und Komponist Otto Bach und der Politiker Eduard von Bach waren seine Brüder. 

## Leben
Seinen ersten Unterricht bekam er durch Hauslehrer. Nach Erreichen der Matura in Wien studierte er an der Universität Wien u. a. Rechtswissenschaft und Kameralwissenschaft. Er schloss dieses Studium mit einer juristischen Dissertation ab.
Sofort im Anschluss daran bekam Bach eine Anstellung in der kaiserlichen Kammerprokuratur. Als sein Vater 1842 starb, übernahm er dessen Kanzlei und führte auch dessen Geschäfte weiter. 1847 unternahm er zusammen mit seinem Bruder August eine ausgedehnte Reise durch den Orient.
Mit Wirkung zum 19. Juli 1848 bestätigte Kaiser Ferdinand I. das Kabinett unter Ministerpräsident Freiherr Anton von Doblhoff-Dier, in dem Bach als Justizminister fungierte. Bachs Ernennung kommentierte eine Wiener Zeitung mit den Worten:
Ein Mann des Rechts – ein rechter Mann!
Die Pillersdorfsche Verfassung, die vom zeitweiligen Ministerpräsidenten Freiherrn Franz von Pillersdorf bereits am 25. April desselben Jahres vorgestellt worden war, wollte Bach mittragen; sie trat aber nie in Kraft.
Dieses sehr liberale Kabinett war überfordert und schon nach Wochen handlungsunfähig; es trat mit Wirkung vom 8. Oktober 1848 zurück. Am 21. Oktober desselben Jahres wurde der neue Außenminister Fürst Felix zu Schwarzenberg als Nachfolger von Freiherr Johann von Wessenberg mit der Regierungsbildung betraut.
U. a. wurde Graf Franz Seraph Stadion Innenminister und Bach erneut Justizminister. Als aber nach kurzer Zeit Stadion erkrankte, führte Bach kommissarisch auch dessen Ministerium. Mit Wirkung vom 28. Juli 1849 wurde dann Bach Innenminister, Freiherr Anton von Schmerling Justizminister und Graf Stadion Minister ohne Geschäftsbereich.
Kaiser Franz Joseph I. berief Bach 1849 zum Kurator der zwei Jahre zuvor von seinem Onkel, Kaiser Ferdinand I., gegründeten Kaiserlichen Akademie. Als solcher begründete Bach auch die Österreichische Bibliographie, welche seit September 1852 wöchentlich erscheint. Dieses Amt des Kurators hatte Bach zehn Jahre inne; er wurde danach als Botschafter seines Landes in den Vatikan berufen und blieb bis 1867 auf diesem Posten in Rom.
Alexander von Bach wurde 1852 vom jungen Kaiser Franz Joseph I. mit der Neugestaltung Österreichs im konservativen zentralistischen Sinn beauftragt und war ab 1852 zwar nicht formal, aber de facto der eigentliche Leiter der Regierung („Ministerium Bach“). Ein vom Kaiser einberufener Reichsrat hatte keine Bedeutung. Die oktroyierte Märzverfassung trat praktisch nie in Kraft und wurde am 31. Dezember 1851 durch das Silvesterpatent auch formal außer Kraft gesetzt. Damit regierte der Kaiser wieder absolut. Anfangs sehr liberal, veränderte Bach seine Politik immer mehr hin zu einem klerikalen Absolutismus, der seinen Höhepunkt im Konkordat von 1855 fand. Am Entstehen dieses Konkordats war Bach maßgeblich beteiligt und diesbezüglich der wichtigste Vertreter der österreichischen Regierung bei den Verhandlungen mit dem Heiligen Stuhl.
Er wurde als Träger des Großkreuzes des österreichisch-kaiserlichen Leopold-Ordens und in Anerkennung seiner Verdienste am 28. April 1854 zu Wien kurz vor der Ernennung seines Bruders Eduard, mit gleichem Wappen in den Freiherrnstand erhoben.
1859 kam es zum Krieg zwischen Österreich und Italien, der mit der Schlacht von Solferino endete und in dessen Folge Bach zurücktreten musste. Diese Phase von 1852 bis 1859, in der Bach neben dem Kaiser der mächtigste Mann im Lande war, wird auch als österreichischer Neoabsolutismus bezeichnet.
Seine letzte Ruhestätte fand Alexander von Bach im Familiengrab auf dem Wiener Zentralfriedhof.

## Rezeption
Neben Felix zu Schwarzenberg und Karl Friedrich von Kübeck war Bach der einflussreichste Vertreter einer neoabsoluten Politik, die den österreichischen Zentralstaat forderte, ohne Rücksicht auf nichtdeutsche Volksgruppen.
Dennoch sah er die Notwendigkeit von Reformen und er befreite beispielsweise gegen den Widerstand der Aristokraten die Bauern aus der Abhängigkeit von Gutsherren. Des Weiteren reformierte er die Finanzverwaltung, das Bildungswesen und letztendlich die österreichische Staatsgliederung selbst, ebenso gab er Impulse zur Stadterweiterung Wiens.
Vor allem seine Zerschlagung der kommunalen Selbstverwaltung hatte bis zum Ende der Donaumonarchie 1918 Bestand.

## Ehrungen
- Großkreuz des Leopold-Ordens
- Großkreuz des Franz-Joseph-Orden
- Ehrenbürger von Zagreb (1853)
- Ehrenbürger von Innsbruck (1854)
- Ehrenbürger von Salzburg
- Ehrenbürger von Budapest. Diese Ehrenbürgerschaft, die er zu Lebzeiten erhielt, entzog man ihm posthum im Jahr 2011 unter der nationalkonservativen Stadtführung.[2]

## Wappen

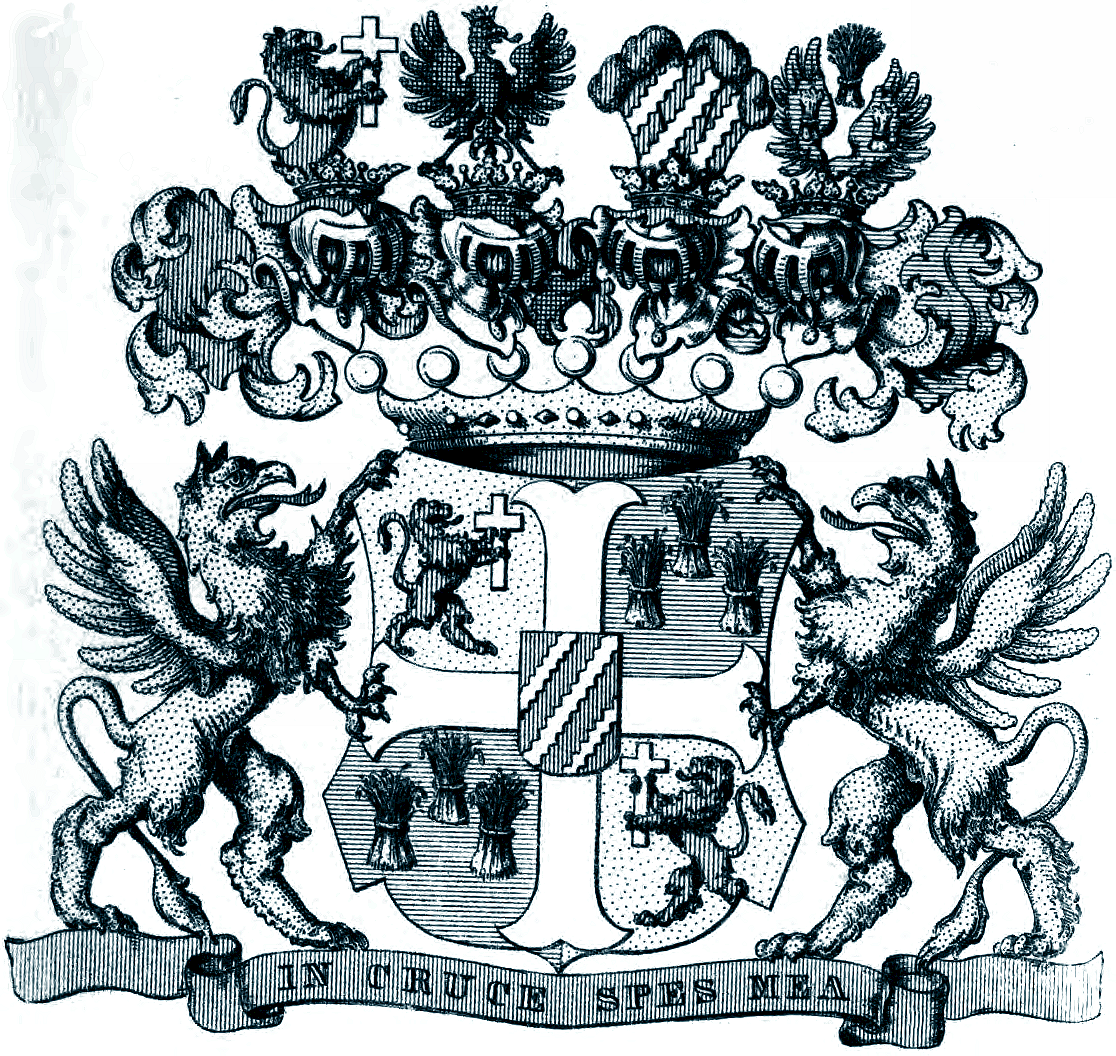
Wappen der Freiherren von Bach 1854

1854: Der rote, mit drei schräglinken, gezahnten, silbernen Balken durchzogene Mittelschild liegt auf einem ausgerundeten, silbernen Tatzenkreuz, welches den Hauptschild quadriert. 1 und 4 in Gold ein einwärtsgekehrter, roter Löwe, der mit beiden Vorderpranken ein hohes silbernes Kreuz vor sich trägt. 2 und 3 in Blau(1, 2) goldene Garben. Darüber ruht die Freiherrnkrone mit darüber vier gekrönten Helmen. Der erste, mit rot-goldenen Decken, trägt den Löwen mit dem Kreuz wachsend und einwärtsgewendet; der zweite, mit schwarz-goldenen Decken, einen einwärtssehenden, golden bewehrten, gekrönten, schwarzen Adler; der dritte, mit rot-silbernen Decken, vier rote Straußenfedern, die gleich dem Mittelschild bezeichnet sind; über dem vierten Helm, mit blau-goldenen Decken, schwebt oben zwischen einem offenen blauen Flug, dessen Flügel je mit einer goldenen Garbe belegt sind, gleichfalls eine goldene Garbe, so dass alle drei Garben die Stellung wie im 2. und 3. Feld einnehmen. Schildhalter sind zwei goldene Greife, die auf einer goldenen Arabeskenverzierung stehen, um welche sich ein rotes Band mit der Devise In cruce spes mea (dt. Meine Hoffnung liegt im Kreuz) in silbernen Lapidarbuchstaben schlingt.